# Aeroportul Reyes
Aeroportul Reyes (IATA: REY, ICAO: SLRY) este un aeroport din Beni, Bolivia ce deservește zona Reyes⁠(d).
Situat la o altitudine de 140 m, aeroportul dispune de o singură pistă.